# Циґанка (Жирардовський повіт)
Циґанка (пол. Cyganka) — село в Польщі, у гміні Віскітки Жирардовського повіту Мазовецького воєводства.
У 1975-1998 роках село належало до Скерневицького воєводства.